# Pustynia Amargosa

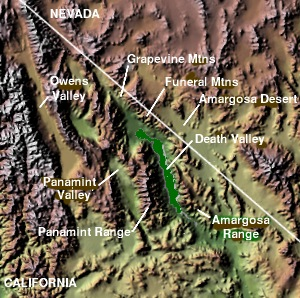
Mapa

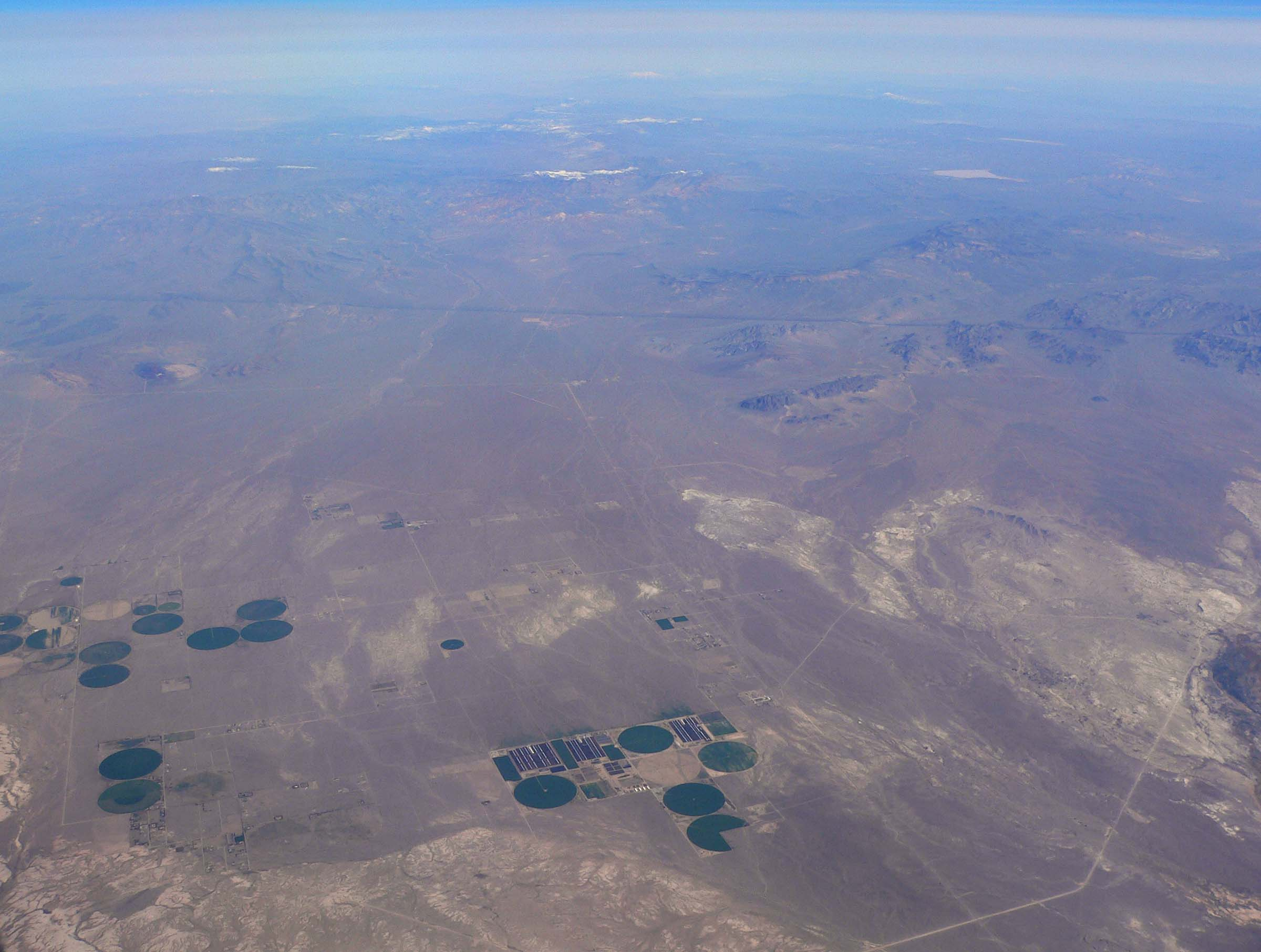

Pustynia Amargosa – pustynia na wschodzie hrabstwa Nye w Nevadzie w pobliżu granicy z Kalifornią. W administracyjnych kompetencjach społeczności Amargosa Valley. Znajduje się pomiędzy Funeral Mountains na zachodzie a Górami Yucca. Na zachód od niej znajduje się Strefa Sił Powietrznych Nellis. Na terenie pustyni znajduje się stacja badawcza Amargosa Desert Research Site zajmująca się badaniami terenowymi wodnych, gazowych i chemicznym w środowisku pustynnym w pobliżu terenów skażonych radioaktywnie.